# Nekropola
Nekropola (od starogrčkog nekrós, "mrtvac" i polis, "grad" ili "grad mrtvih") je groblje gdje se u prošlosti sahranjivalo mrtve. Riječ se gotovo isključivo rabi kad se misli na groblja iz doba prapovijesti i antike. Nekropolama se nazivaju i lokaliteti s većim grupama stećaka, nadgrobnih spomenika.